# Francis Albert Eley Crew
Francis Albert Eley Crew (2 de marzo de 1886-26 de mayo de 1973) fue un genetista animal británico. Fue pionero en su campo y, desde la Universidad de Edimburgo, llegó a ser uno de los líderes mundiales en la disciplina. Fue el primer director del Institute of Animal Breeding y el primer profesor de genética animal. Se le considera fundador de la genética médica.
Falleció el 26 de mayo de 1973.

## Publicaciones
- Animal Genetics: An Introduction to the Science of Animal Breeding (1925)
- Organic Inheritance in Man (1927)
- Genetics of Sexuality in Animals (1927)
- Heredity (1928)
- Sex Determination (1933)
- Genetics in Relation to Clinical Medicine (1947)
- Measurements of the Public Health (1948)
- Must Man Wage War?: Biological Aspects of War (1952)
- The Official Medical History of the Second World War (5 volumes) (1953–66)
- The Foundations of Genetics (1966)